# حليم الرومي
حليم الرومي (1919-1 نوفمبر 1983) موسيقار وملحن لبناني. اسمه الأصلي حنا عوض برادعي، لقب بعائلة الرومي لأن الأسرة تنتمي إلى طائفة الروم الكاثوليك. وهو والد المطربة ماجدة الرومي.

## حياته
حليم الرومي من مواليد 1919، وكما تشير المراجع فإنه من مواليد مدينة صور في جنوب لبنان، إنتقلت العائلة إلى حيفا في فلسطين وحليم بعد في عمر السنتين. التحق بالمعهد الموسيقي في حيفا وهو لا يزال في سن صغيرة، وشارك في الحفلات والمهرجانات التي كانت تقام هناك، في أوائل الأربعينيات عمل في إذاعة الشرق الأدنى في يافا مطربا وملحنا وعازفا، واعتمدته الإذاعة الفنان الأول في جميع الاحتفالات والمناسبات. وفي الفترة نفسها فاز بجائزة تلحين نشيد الجيش العربي الأردني، بعد ذلك تسلّم رئاسة القسم الموسيقي في إذاعة الشرق الأدنى، ساهم في تأسيسها وإعادة تنظيمها حتى أصبحت من أهم الإذاعات في الشرق الأوسط. في تموز 1949 تزوج في مصر من سيدة مصرية من بورسعيد (تشير مصادر إلى أصول فلسطينية لها) تُدعى ماري لطفي، ورزق منها بأربعة أولاد هم: مها، ومنى، وماجدة (التي احترفت الغناء)، وعوض.

## بداياته الفنية
بدأ دراسته الموسيقية في المعهد الموسيقي الوحيد في حيفا، وقد قُبل فيه وهو في سن السادسة عشرة، تقديراً لموهبته، بالرغم من أن القبول في هذا المعهد كان يقتصر على الطلاب الذين أكملوا الثامنة عشرة من عمرهم. ويقال أن والده عَوَض، كان صوته جميلاً لكنه لم يغن.
بدأ حليم الرومي حياته الفنية سنة 1935بصفة هاوٍ، فشارك في بعض الحفلات الخاصة، وحفلات المسارح والمهرجانات في حيفا. وفي صيف عام 1936 غنّى للمرة الأولى في لبنان، في أحد فنادق مصيف برمانا، إلى جانب بعض المطربين اللبنانيين المشهورين في ذلك الوقت مثل: غرام شيبا، ولور دكاش، ووديع الصافي...وقد أُعجب بصوته وأدائه، السيّد منير دلّة الذي ساعده لدخول معهد فؤاد الأول للموسيقى العربية في القاهرة سنة 1937، حيث أتم تحصيل علومه الموسيقية خلال سنتين بدلاً من ست سنوات، وحاز على الدبلوم سنة 1939، الأمر الذي اعتُبر في حينه سابقةً لم تحدث في تاريخ المعهد.

## حياته الفنية في مصر
حياته الفنية في مصر بدأت قبل حصوله على شهادة الدبلوم، فقدم أولى حفلاته في الإذاعة المصرية سنة 1938. في الفترة الأولى كان يطلق على نفسه لقب الفنان المجهول، لأنه كان يشعر بمسؤولية دوره كفنان ويخشى الفشل، ولكنه سرعان ما عرف النجاح فنيًّا وشعبيًّا، فكشف عن اسمه الحقيقي، وبدأ نشاطه على نطاق واسع في الإذاعة والمسارح والاستعراضات كمطرب وملحن، وكوّن لنفسه شخصية فنية خاصة، يشهد له بها الفنانون المصريون في تلك الفترة. وقد لُقّب بـ«خليفة أم كلثوم» نظرًا لأدائه المميّز.

## إذاعة الشرق الأدنى
سنة 1941 عاد الرومي إلى فلسطين بسبب ظروف عائلية خاصة، اضطرته للبقاء مع عائلته. وهناك بدأ العمل في إذاعة الشرق الأدنى، كمطرب وملحن وعازف عود، وقد اعتمدته الإدارة، الفنان الأول في جميع المناسبات والاحتفالات.
فاز سنة 1942 بجائزة تلحين نشيد الجيش العربي الأردني وقد أقيمت تلك المسابقة في مقرّ إذاعة الشرق الأدنى. وسافر سنة 1945 مجدّدًا إلى القاهرة حيث تعرف بالسيد إبراهيم وردة، المنتج السينمائي المعروف في الأوساط الفنية، وكان أحد أصحاب والده، فعرض عليه التعاون مع شركته لتمثيل فيلمين سينمائيين. لكن حظّه في السينما كان سيئًا.
بعد عودته إلى حيفا عيّن مساعداً في القسم الموسيقي في إذاعة الشرق الأدنى. وبعد فترة تسلّم رئاسة القسم الموسيقي فيها، فساهم بفعالية مشهودة في تنظيمها، وبناء شخصيتها، حتى أصبحت من أهم الإذاعات في الشرق الأوسط.
بسبب بعض الضغوط النفسية من جراء العمل، ترك حليم الرومي وظيفته في إذاعة الشرق الأدنى التي كانت انتقلت إلى قبرص، وعاد إلى مصر ليلحّن ويغنّي. فقد شارك سنة 1948 في تلحين بعض أغاني فيلمين سينمائيين هما: «قمر 14» و«صلاح الدين الأيوبي».

## في لبنان
أوائل شهر كانون الثاني من عام 1950 ذهب حليم إلى لبنان، لقضاء شهر العسل. فعُرض عليه العمل في الإذاعة اللبنانية لمدة قصيرة وكانت مهمته الرئيسة إعادة تأسيس وتنظيم القسم الموسيقي فيها، ونُظم له عقد عمل لثلاثة أشهر فقط، إذ كان مصمماً على العودة إلى إذاعة الشرق الأدنى في قبرص، لكنّ الأقدار استبقته في الإذاعة اللبنانية ثلاثين عاماً من سنة 1950 ولغاية تموز 1979. عيّن بوظيفة رئيس القسم الموسيقي ثم نقل إلى وظيفة رئيس قسم مكتبة التسجيلات بالتكليف. وسكن في كفرشيما القريبة من العاصمة بيروت مكان عمله. وقد كتب مذكّراته اختصر فيها ثلاثين عامًا من خدمة الإذاعة اللبنانية. وقد صدرت هذه المذكرات في كتاب فيما بعد.
عمل جاهداً لرفع مستوى الأغنية اللبنانية، وبناء شخصيتها. كما ساهم في تأسيس وتنظيم القسم الموسيقي الإذاعي على أسس متينة، كانت الركيزة الأساسية في تطوير وازدهار الإذاعة اللبنانية، وفي إطلاق عدد كبير من المطربين والفنانين.
شارك في «مؤتمر الرُبع الصوت في الموسيقى العربية» الذي عقد في لبنان، بدعوة من وزارة التربية والفنون الجميلة، بتاريخ 1/10/1956 واستمر لمدة أسبوع. وقد ترأس المؤتمر الموسيقار التشيكي ألويس هابا. ومن الذين شاركوا فيه: عاصي ومنصور الرحباني، وتوفيق سكر، وألكسي بطرس، وبوغوص جلاليان، وحليم الرومي (ممثلاً عن وزارة الأنباء) وصبري شريف.

## جوائزه وأعماله
نال الجائزة الأولى في مسابقة تلحين الموشحات الأندلسية، التي نظّمها مجمع الموسيقا العربية في تونس سنة 1972. فلحّن الموشّحات التالية: «يرنو بطرفٍ فاترٍ» (شعر قديم)، «يا أُهيل الحي» (من نظم الشاعر ابن زمرك)، و«وجب الشكر علينا»(من نظم الشاعر ابن الخطيب). وقد عالج الموشّح بطريقة جديدة، وهي ترديد المجموعة للبيت الأول منه (القفلة) وبعد كلّ جزء من أجزائه، أو ترديد أجزاء من الخانات التي ينفرد فيها المغنّي، أما أداء القفل الأخير (الخرجة) فكان للمجموعة مع المغنّي المنفرد. وهكذا يكون حليم الرومي قد جمع بين الأسلوب المصري والأسلوب الحلبي في أداء الموشّح، مختصرًا ترديد المجموعة.
أنتج الكثير من الألحان الموسيقية والغنائية المنوعة، بلغت حوالي ألفي عملاً فنياً مختلفاً، منها حوالي خمسمائة وخمسون لحناً للإذاعة اللبنانية وحدها، أذيعت على الهواء مباشرة أو سُجّلت بصوته أو بأصوات أجمل وأشهر المطربين اللبنانيين والعرب، والتي كان له الفضل الأكبر في اكتشاف بعضها وتدريبها وتعليمها وإطلاقها. فقد كان هو من قدّم فيروز إلى الأخوين عاصي ومنصور رحباني عام 1951م، لحن وأخذ بيد أبنته ماجدة الرومي. كما قدم وشجع وسعاد محمد وفايزة أحمد ونصري شمس الدين ونازك ونونا الهنا.
تميزت أعماله في مجملها بالعمق والأصالة الفنية، تناولت الألوان الغنائية والموسيقية جميعها المعروفة في الغناء العربي، وتميّز إنتاجه خاصة بالقصائد والموشحات والأوبريتات. أهمها: قصائد «إرادة الشعب»، «ومضة على ضفاف النيل»، «عطر» و«البحيرة»؛ وموشحات «غلب الوجد عليه فبكى»، «يرنو بطرفٍ فاترٍ»، «يا أهيل الحي» و«وجب الشكر علينا»؛ وأوبريتات «القطرات الثلاث»، «مجنون ليلى» و«أبو الزلف»؛ وأغاني «لا تغضبي»، «سلونا» و«هنا تقابلنا سوى». كما كان أول من لحَّن لأبي القاسم الشابيّ قصيدة وهي «إرادة الحياة».

## ابنته ماجدة الرومي
احترفت إبنته ماجدة الرومي الفن، رغم معارضته الشديدة، وفد لحن لها عددا الأغنيات، منها «العيد عيد العالم يا أمهات»، «لبنان قلبي». كما أعادت تسجيل بعض ألحانه. ولقبّها بـ «صوت السلام والمستقبل».

## وفاته
لازمه مرض السكري الذي أُصيب به في بداية العقد الرابع من عمره حتى آخر أيام حياته، فبترت رجلاه الاثنتان بسببه الواحدة تلو الأخرى، وشح نظره إلى أن انطفأ نهائياً. وتوفي في 1 تشرين الثاني عام 1983، وانضم إلى قافلة المبدعين الذين كرسوا حياتهم وعطاءاتهم للبنان.

## مؤلفاته
مذكرات حليم الرومي طباعة ونشر دار رياض الريس 1992

## وصلات خارجية
- حليم الرومي على موقع قاعدة بيانات الأفلام العربية
- حليم الرومي على موقع ميوزك برينز (الإنجليزية)